# Peerless Motor Company
La Peerless Motor Company è stata una casa automobilistica statunitense attiva dal 1900 al 1931. Fu famosa per la costruzione di vetture di lusso. Sulle Peerless vennero installate di serie numerose innovazioni tecnologiche che in seguito diventarono comuni anche sui modelli delle altre case automobilistiche, come i freni a tamburo.

## Storia

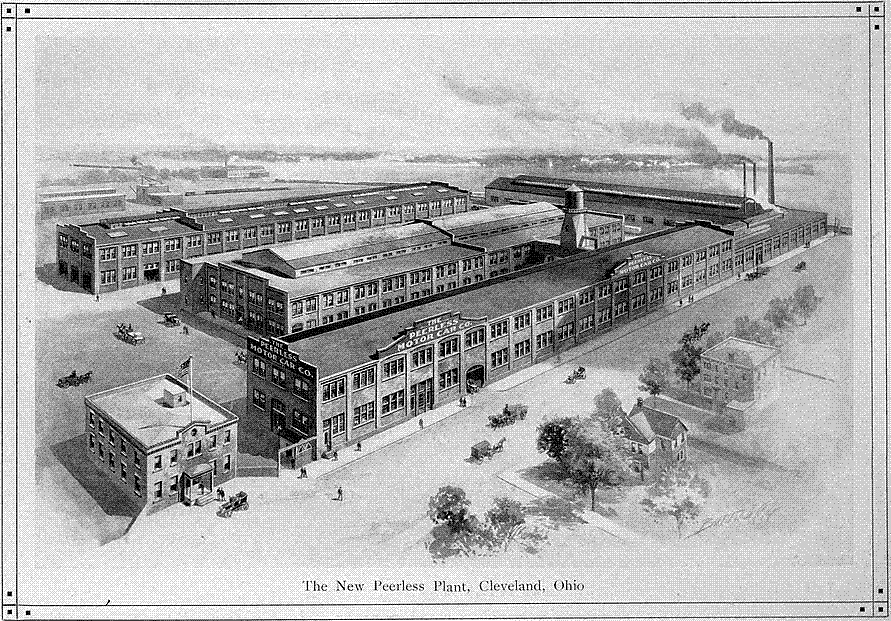
Lo stabilimento di produzione della Peerless Motor Company negli anni dieci

Fondata nel 1900 a Cleveland, nell'Ohio, cominciò le sue attività produttive assemblando su licenza vetture De Dion-Bouton. La Peerless iniziò ad assemblare autovetture con marchio proprio nel 1902 grazie al lavoro di progettazione di Louis P. Mooers. Il primo modello prodotto dalla Peerless, la Type 4, era a motore anteriore e trazione posteriore; il moto alle ruote posteriore era trasmesso attraverso un albero di trasmissione. Quest'ultimo diventò poi comune anche sui modelli delle altre case automobilistiche. Nei primi anni della storia dell'automobile, per trasmettere il moto alle ruote posteriori, si utilizzava infatti una catena. La Peerless era anche nota per utilizzare sulle sue autovetture alberi a gomiti piani. 

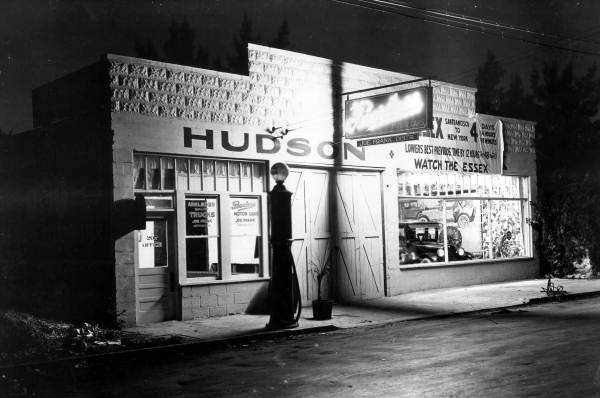
Concessionario Peerless in Florida nel 1926

Nel 1904 la Peerless produsse la "Peerless Green Dragon", ovvero una vettura da competizione che in seguito venne affidata al pilota automobilistico Barney Oldfield. Nei suoi primi anni di attività la Peerlees partecipava a gare automobilistiche per dimostrare la durevolezza delle sue autovetture oltre che per stabilire record del mondo di velocità. In particolare la Green Dragon fu una delle vetture Peerless che ebbe maggior successo e Oldfield, con essa, registrò alcuni record di velocità terrestre. Nel 1905 la Green Dragon partecipò a una delle prime gare di durata della storia dell'automobilismo. In particolare prese parte a una "24 ore" organizzata a Columbus, nell'Ohio, pilotata da Earnest Bollinger, Aurther Feasel e, brevemente, da Barney Oldfield, giungendo terza dopo aver avuto un problema tecnico che ne pregiudicò la prestazione in gara.
Dal 1905 al 1907 la produzione di autovetture Peerless aumentò notevolmente. Non appena il nome della Peerless crebbe di fama, la dirigenza della casa automobilistica statunitense decise di iniziare a produrre automobili di lusso. In seguito vetture Peerless vennero acquistate da personaggi famosi come Cornelius Vanderbilt e John Davison Rockefeller. 

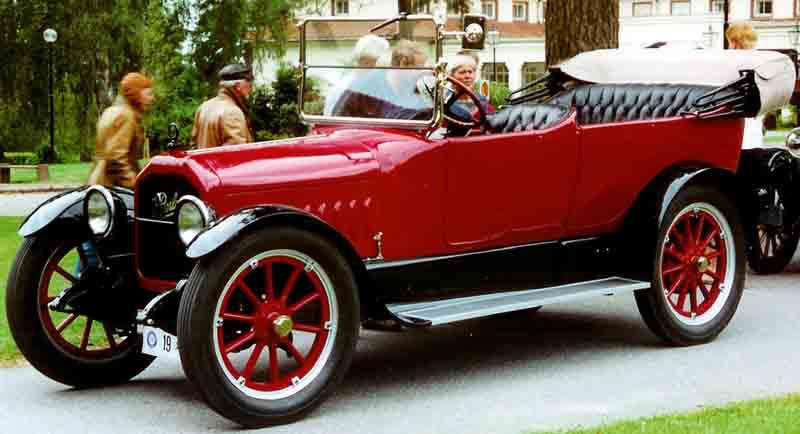
Una Peerless modello 56 Touring del 1917

Nel 1911 la Peerless fu una delle prime case automobilistiche a introdurre l'illuminazione elettrica dei fanali, mentre nel 1913 i suoi modelli iniziarono ad essere dotati di accensione elettrica. Nel 1915 la Peerless lanciò il suo primo motore V8: l'obiettivo della casa statunitense era infatti quello di competere con la Cadillac, che introdusse questo tipo di motore qualche anno prima. Durante la prima guerra mondiale le maggiori aziende statunitensi convertirono la loro produzione civile alle forniture belliche, e la Peerless non fu un'eccezione: in particolare la casa automobilistica statunitense assemblò autocarri ad uso bellico e telai per veicoli militari.
Negli anni venti la Peerless venne accostata a due altre case statunitensi, la Packard e la Pierce-Arrow, per via delle sue vetture raffinate ed eleganti: insieme vennero soprannominate le "tre P" perché accomunate dalla medesima lettera iniziale del nome. Nel 1929 la gamma Peerless fu completamente riprogettata per riuscire a competere con la Stutz e la Marmon. Le vendite della Peerless migliorarono e quindi la dirigenza della Peerless decise di aggiornare nuovamente la gamma nel 1930. Poco dopo, a causa della grande depressione che iniziò nel 1929, le vendite delle vetture Peerless, così come quelle degli altri marchi di auto di lusso, subirono un drastico calo.
Tra il 1930 ed il 1931 la Peerless commissionò alla Murphy Body Work di Pasadena, in California, il progetto di un modello avrebbe dovuto essere presentato, secondo i piani, nel 1933. Il compito fu assegnato a Frank Hershey, che progettò una vettura con una linea notevolmente pulita, elegante e mossa da un motore V16. Proprio quando la vettura fu pronta per la produzione in serie, il consiglio di amministrazione della Peerless interruppe l'assemblaggio di autovetture riconvertendo gli stabilimenti alla produzione di birra sotto licenza Carling Black Label: poco prima, negli Stati Uniti, era infatti terminato il proibizionismo e quindi i dirigenti della casa automobilistica statunitense giudicarono più redditizia la produzione di bevande alcoliche. Questa riconversione segnò la fine del marchio Peerless. Il prototipo citato, che fu l'ultimo modello prodotto dalla casa automobilistica statunitense, venne conservato nello stabilimento Peerless fino alla fine della seconda guerra mondiale; in seguito fu acquistato dalla Crawford Auto-Aviation Museum di Cleveland. Le vetture Peerless superstiti sono rarissime e molto ricercate dai collezionisti.

## Modelli prodotti

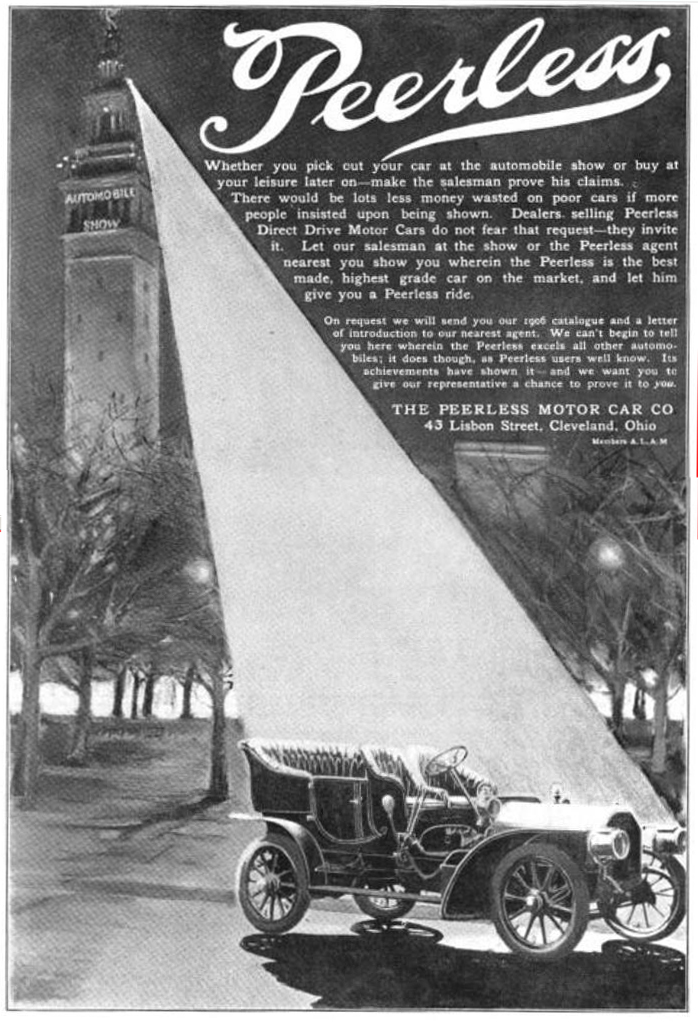
Manifesto pubblicitario della Peerless del 1905

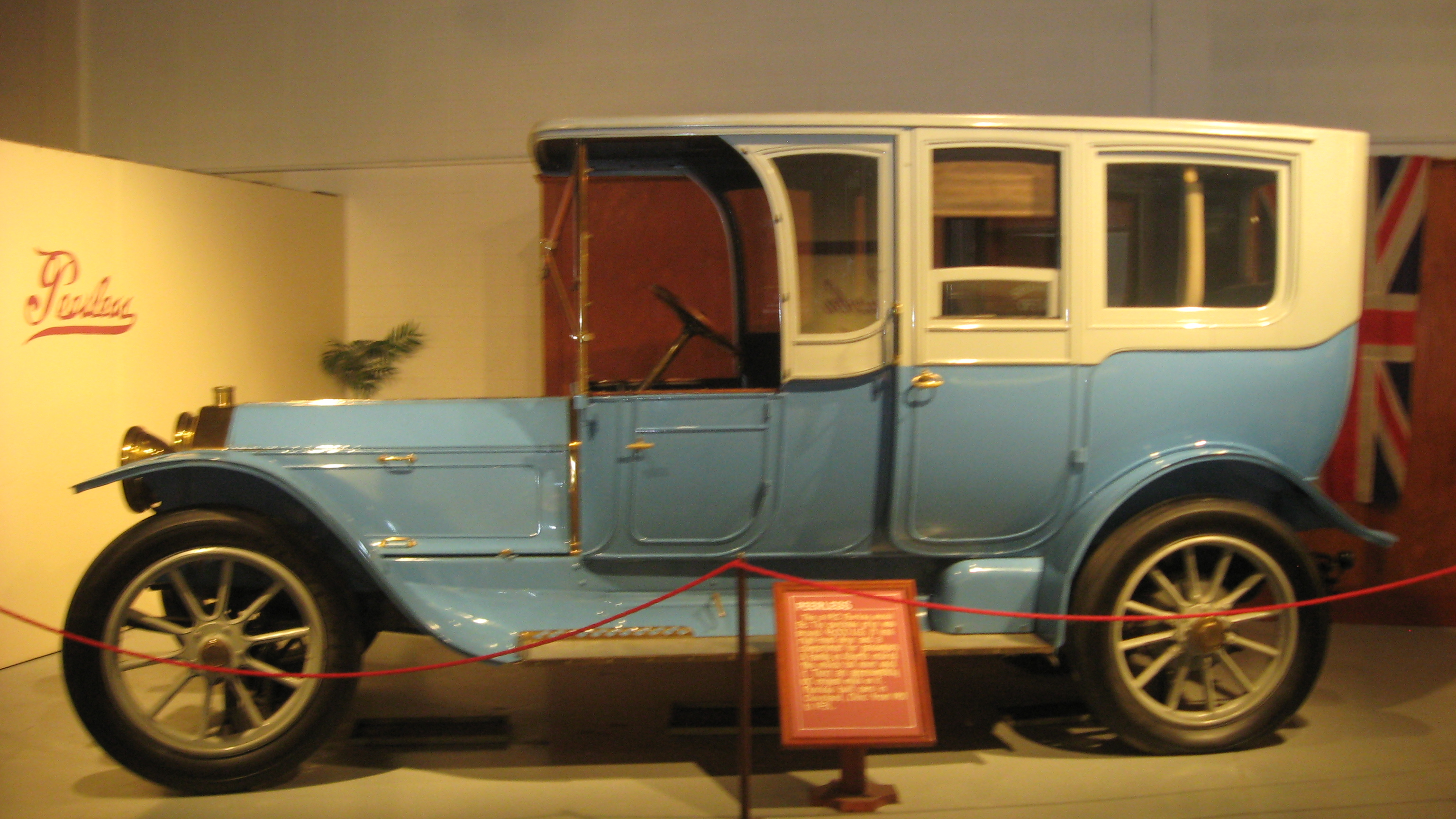
Peerless Model 36 del 1912

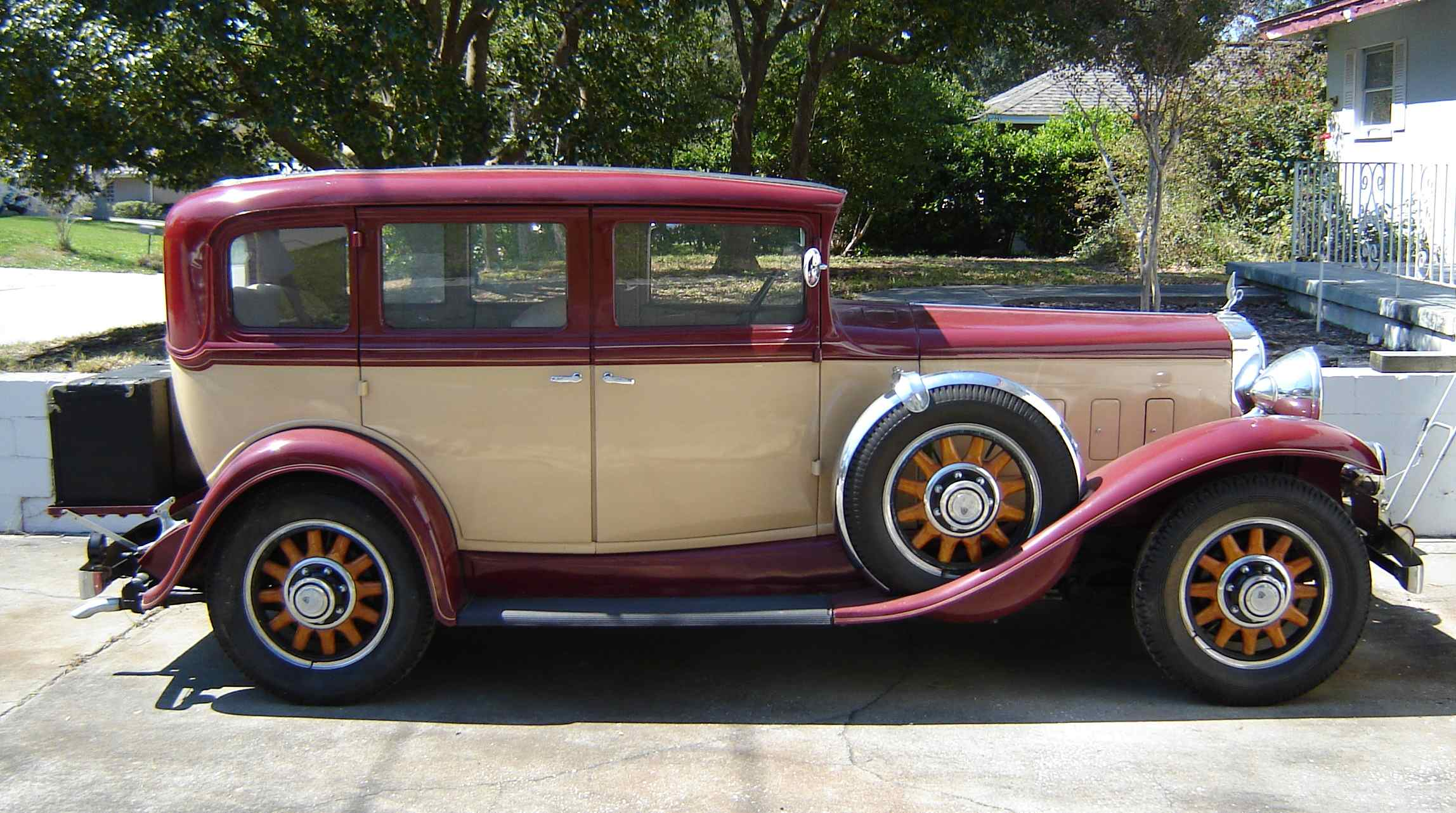
Peerless del 1930

| Modello            | Anni di produzione | N° cilindri | Potenza                 | Passo            |
| ------------------ | ------------------ | ----------- | ----------------------- | ---------------- |
| Type A "Motorette" | 1900               | 1 cilindro  | 2,75 bhp (2 kW)         | -                |
| Type B "Motorette" | 1900-1902          | 1 cilindro  | 2,75 bhp (2 kW)         | -                |
| Type C "Motorette" | 1900-1902          | 1 cilindro  | 3,5 bhp (2,6 kW)        | -                |
| Type 4             | 1902-1903          | 2 cilindri  | 16 bhp (11,8 kW)        | -                |
| Type 16/22 HP      | 1904               | 4 cilindri  | 22 bhp (16,2 kW)        | 2.184 mm         |
| Type 7             | 1904               | 4 cilindri  | 35 bhp (25,7 kW)        | 2.591 mm         |
| Type 8             | 1904               | 4 cilindri  | 24 bhp (17,6 kW)        | 2.642 mm         |
| Model 9            | 1905               | 4 cilindri  | 24 bhp (17,6 kW)        | 2.591 mm         |
| Model 10           | 1905               | 4 cilindri  | 30 bhp (22 kW)          | 2.642 mm         |
| Model 11           | 1905               | 4 cilindri  | 35 bhp (25,7 kW)        | 2.642 mm         |
| Model 12           | 1905               | 4 cilindri  | 60 bhp (44 kW)          | 2.718 mm         |
| Model 14           | 1906               | 4 cilindri  | 30 bhp (22 kW)          | 2.718 mm         |
| Model 15           | 1906-1907          | 4 cilindri  | 45 bhp (33 kW)          | 2.896 mm         |
| Model 16           | 1907               | 4 cilindri  | 30 bhp (22 kW)          | 2.769 mm         |
| Model 18           | 1908               | 6 cilindri  | 50 bhp (37 kW)          | 2.997 mm         |
| Model 20           | 1908               | 6 cilindri  | 50 bhp (37 kW)          | 3.366 mm         |
| Model 19           | 1909               | 4 cilindri  | 30 bhp (22 kW)          | 3.099 mm         |
| Model 25           | 1909               | 6 cilindri  | 50 bhp (37 kW)          | 3.454 mm         |
| Model 27           | 1910               | 4 cilindri  | 30 bhp (22 kW)          | 3.010 - 3.099 mm |
| Model 28           | 1910               | 6 cilindri  | 50 bhp (37 kW)          | 3.454 mm         |
| Model 29           | 1911               | 4 cilindri  | 20 bhp (14,7 kW)        | 2.870 mm         |
| Model 31           | 1911               | 4 cilindri  | 30 bhp (22 kW)          | 3.124 mm         |
| Model 32           | 1911               | 6 cilindri  | 45 bhp (33 kW)          | 3.454 mm         |
| Town Car           | 1912               | 4 cilindri  | 24 bhp (17,6 kW)        | 2.870 mm         |
| Model 40-Four      | 1912-1913          | 4 cilindri  | 40 bhp (29 kW)          | 3.175 mm         |
| Model 38-Six       | 1912-1914          | 6 cilindri  | 38 bhp (28 kW)          | 3.175 mm         |
| Model 48-Six       | 1912-1914          | 6 cilindri  | 48 bhp (35 kW)          | 3.480 mm         |
| Model 60-Six       | 1912-1914          | 6 cilindri  | 60 bhp (44 kW)          | 3.556 mm         |
| Model 24-Four      | 1913               | 4 cilindri  | 25,6 bhp (18,8 kW)      | 2.870 mm         |
| Model 48           | 1915               | 6 cilindri  | 48,6 bhp (35,7 kW)      | 3.480 mm         |
| Model 54           | 1915               | 4 cilindri  | 22,5 bhp (16,5 kW)      | 2.870 mm         |
| Model 55           | 1915               | 6 cilindri  | 29,4 bhp (21,6 kW)      | 3.073 mm         |
| Model 56           | 1916-1921          | 8 cilindri  | 33,8-80 bhp (25-59 kW)  | 3.175 mm         |
| Model 56-7         | 1922               | 8 cilindri  | 80 bhp (59 kW)          | 3.175 mm         |
| Model 66           | 1923-1924          | 8 cilindri  | 70 bhp (51 kW)          | 3.251 mm         |
| Model 8-67         | 1925               | 8 cilindri  | 70 bhp (51 kW)          | 3.251 mm         |
| Model 6-70         | 1925-1926          | 6 cilindri  | 70 bhp (51 kW)          | 3.200 - 3.378 mm |
| Model 6-72         | 1926-1927          | 6 cilindri  | 70 bhp (51 kW)          | 3.213 - 3.391 mm |
| Model 6-80         | 1926-1928          | 6 cilindri  | 63 bhp (46 kW)          | 2.946 mm         |
| Model 8-69         | 1926-1928          | 8 cilindri  | 70-80 bhp (51-59 kW)    | 3.213 - 3.378 mm |
| Model 6-90         | 1927               | 6 cilindri  | 70 bhp (51 kW)          | 3.048 mm         |
| Model 6-60         | 1928               | 6 cilindri  | 62 bhp (45,6 kW)        | 2.946 mm         |
| Model 6-91         | 1928               | 6 cilindri  | 70 bhp (51 kW)          | 3.048 mm         |
| Model 6-61         | 1929               | 6 cilindri  | 62 bhp (45,6 kW)        | 2.946 mm         |
| Model 6-81         | 1929               | 6 cilindri  | 66 bhp (48,5 kW)        | 2.946 mm         |
| Model 120          | 1929               | 8 cilindri  | 114 bhp (84 kW)         | 3.302 - 3.505 mm |
| Standard 8         | 1930-1931          | 8 cilindri  | 85-120 bhp (62,5-88 kW) | 2.997 mm         |
| Master 8           | 1930-1931          | 8 cilindri  | 120 bhp (88 kW)         | 3.175 mm         |
| Custom 8           | 1930-1931          | 8 cilindri  | 120 bhp (88 kW)         | 3.505 mm         |